# Giuseppe Balzaretto
Giuseppe Balzaretto, o Balzaretti (Milano, 19 gennaio 1801 – Milano, 30 aprile 1874), è stato un architetto italiano, attivo soprattutto nell'edilizia privata e di giardini.

## Biografia
Giuseppe Balzaretti nacque a Milano nel 1801 e studiò matematica presso l'Università degli Studi di Pavia. Tradotto il dottorato in matematica in titolo di ingegnere-architetto sotto il tirocinio dell'ingegner Perego, viaggiò molto in Europa e sviluppò una vera passione per i giardini, soprattutto inglesi. Fra i suoi primi lavori la progettazione del giardino di Villa Borromeo d'Adda che realizzò per la famiglia d'Adda ad Arcore e, quasi contemporaneamente, quello del marchese Serra a Genova. In breve tempo il Balzaretti acquistò fama in mezza Italia e suoi lavori si registrano a Lonigo, in Veneto, per i palazzi patrizi del principe Giovanelli e del conte Soranzo Mocenigo, a Piacenza, Reggio Emilia, Ferrara e Imola. Particolarmente care furono all'architetto le realizzazioni a Bellagio sul lago di Como per la villa della nobile famiglia milanese Poldi
Pezzoli (poi Villa Trivulzio) e il rifacimento dei Giardini di Porta Venezia a Milano (1856-1862).
Alla progettazione dei giardini si affiancò fin da subito il lavoro d'architetto tanto che nel 1853 ebbe la committenza per il Palazzo Poldi Pezzoli. Nel 1858 ricevette l'incarico dal Governo austriaco di ampliare e riordinare i giardini pubblici di Porta Venezia a Milano, optando per un elegante giardino all'inglese, forma che preferì anche per la realizzazione dei giardini privati della Villa Visconti Castiglioni Maineri a Cassinetta di Lugagnano e della Villa Sironi Marelli a Robecco sul Naviglio. Nello stesso anno progettò i giardini e la villa "Andrea Ponti" del complesso "Ville Ponti" a Varese. L'ultimo suo lavoro fu la Pia casa degli incurabili ad Abbiategrasso nel 1873.
Fra le sue opere più apprezzate c'è la Ca' de Sass ovvero la prima sede della Cassa di Risparmio delle Provincie Lombarde a Milano costruita fra il 1869 e il 1871, in cui si ritrovano l'influenza di Palazzo Strozzi e Palazzo Medici Riccardi.
Giuseppe Balzaretti insegnò anche all'Accademia di Belle Arti di Genova come professore di architettura ed ornato e fu nominato cavaliere dell'Ordine della Corona d'Italia il 14 agosto del 1871.
Balzaretti si spense a Milano il 30 aprile 1874. I suoi resti si trovano al cimitero monumentale di Milano.